# 大神基地

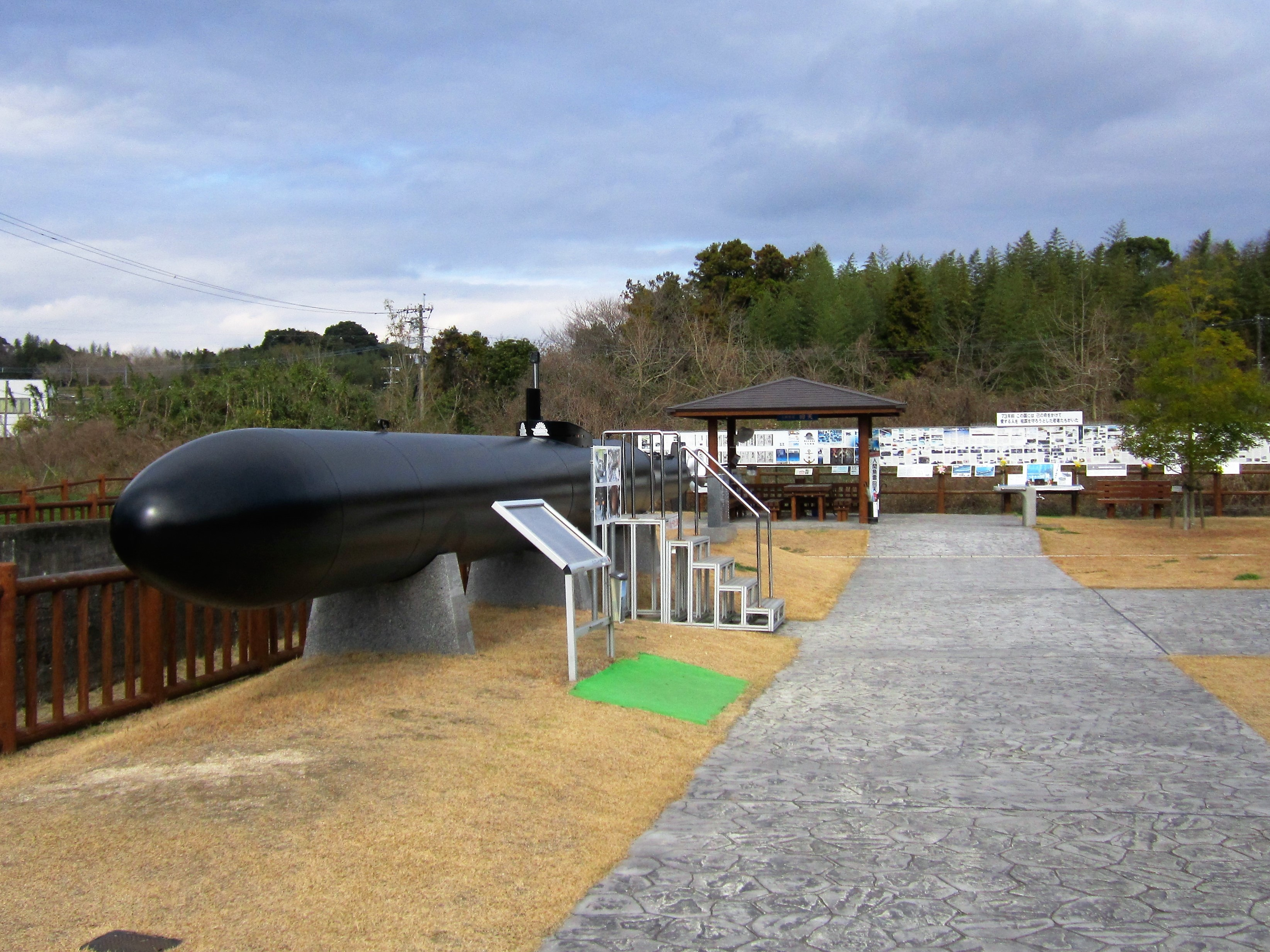
回天大神訓練基地記念公園

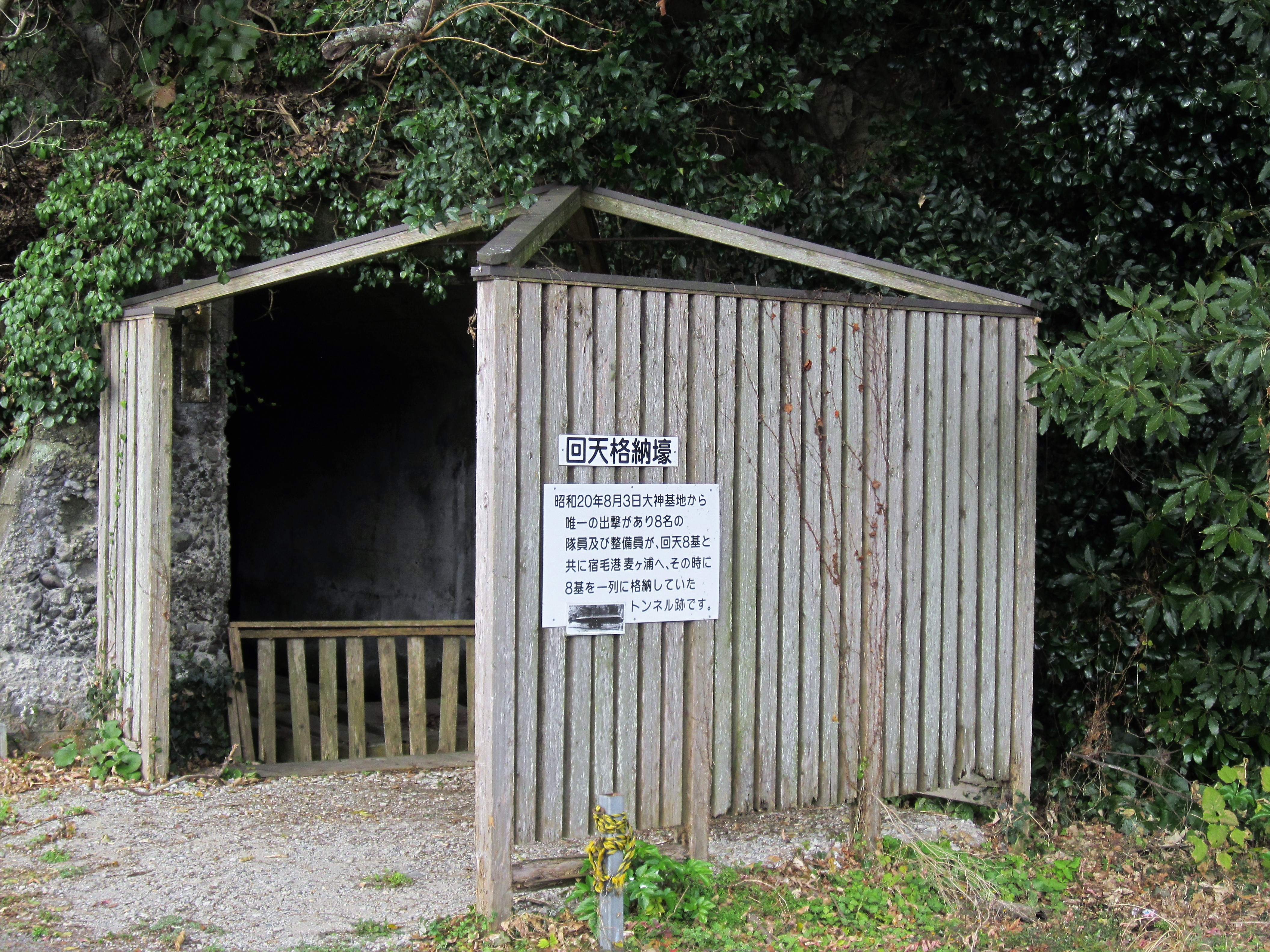
回天格納壕

大神基地（おおがきち）は、太平洋戦争末期に大分県速見郡大神村（現在の日出町東部）に存在した人間魚雷回天の訓練基地である。

## 沿革

### 開隊まで
当初、大神村の周辺は海軍の改大和型、超大和型戦艦の建造、修理に向けて海軍工廠建設のために25ヘクタールという広大な土地が強制買収された。しかし、戦局の変化により、この計画は建設途中にして台湾の高雄に変更された。
1944年（昭和19年）8月に人間魚雷回天が正式な兵器として認められると、回天の訓練基地が山口県の大津島に開設され、続いて光基地や平生基地が開設されていった。海軍用地として買収済みだった大神でも、その一部を回天基地として転用することが決定して建設を開始。朝鮮人労働者や学徒動員など3,000人近い労働力を使い建設が進められ、1945年（昭和20年）4月25日に兵員2,000人を擁する大神基地が開設された。また、4月20日に第二特攻戦隊所属「大神突撃隊」が編成され、同25日に開隊式を行った。

### 解隊まで
大神突撃隊には最大24基の回天が配備され、285人の搭乗員が5月23日から別府湾で訓練を行った。回天の数が搭乗員の数に対して絶対的に不足していたため、搭乗員の中から20名近くを「出撃予定者」として選抜し、集中的に実施された。8月3日には8基の回天が第8特攻戦隊の愛媛県宿毛湾の麦ヶ浦基地へ出航し、同12日に出撃待機命令を受けたが、出撃することなく終戦を迎えた。
残った回天は海洋投棄された。

### その後
大神基地跡には、地下格納壕、魚雷調整場、変電所、浄水場プール等の跡が残っている。日出町では旧魚雷調整場横に回天の実物大レプリカを設置したことを皮切りに周辺跡地の整備を進め、2015年より回天大神訓練基地記念公園として公開されている。往時、基地内にあった回天神社は、大神基地跡付近の住吉神社境内に遷座し、回天の電動縦舵機(ジャイロ部分)、発停装置、燃焼器推進軸受等の部品が御神器として祀られ、回天の1/3模型や九三式魚雷機関が奉納されている。